# He 114 (航空機)
ハインケル He 114
- 用途：偵察機
- 分類：水上機
- 製造者：ハインケル
- 運用者：ドイツ空軍
- 初飛行：1936年
- 運用開始：1939年
- 退役：ドイツ空軍（1945年）、ルーマニア空軍（1950年）

ハインケル He 114（Heinkel He 114）は、1930年代のドイツ海軍の艦船で使用するためにハインケル社で製造された複葉の水上機型偵察機である。本機は同社製のHe 60を代替する機種であったが、ドイツ軍の標準的な着弾観測機としてアラド Ar 196に取って代わられるまで短い期間しかこの任務には使用されなかった。

## 設計と開発
He 114の胴体とフロートは従来通りであり新規性は皆無であったが、主翼の配置は非常に特異なものであった。上側の主翼はパラソル配置の単葉機のように胴体から支柱（cabane strut）で支えられ、下側の主翼は上側とほぼ同じ翼弦を持ってはいたが翼幅が遥かに短かった。

## 運用の歴史
He 114は大きな成功を収めることなく、大量生産もされず、ドイツ空軍に就役した期間は短かった。He 60が水上では取り扱いやすく空中では鈍重であった一方でHe 114は水上での操作性はお粗末であり空中での性能はHe 60に勝る点はほぼ無かった。
12機がスウェーデンへ（そこではS 12と命名）、24機がルーマニアへ輸出された。ルーマニアでは最後の8機が1960年5月1日まで現役であった。

## 現存機
2012年6月27日にPascale RoibuとIulian Rusuという 2人のダイバーがルーマニアのコンスタンツァ ママイア近郊のシウトギル湖（Siutghiol Lake）で1機のHe 114を発見した。最近になってこの2人はHe 114の発見場所の近くで別のブローム・ウント・フォス BV 138の残骸を発見した。

## 派生型
He 114A-0
656 kW (880 hp)のBMW 132Dcエンジンを搭載した前量産型、10機生産
He 114A-1
656 kW (880 hp)のBMW 132Dc エンジンを搭載した練習機型、33機生産
He 114A-2
主量産型の艦載型
He 114B-1
スウェーデン向け輸出仕様のHe 114A-2、12機生産
He 114B-2
ルーマニア向け輸出仕様のHe 114A-2、6機生産
He 114B-3
ルーマニア向け輸出仕様、12機生産
He 114C-1
ドイツ空軍向けの偵察機型、14機生産
He 114C-2
非武装の艦載型（ドイツ海軍の仮装巡洋艦）、4機生産

## 運用
ドイツ国
- ドイツ空軍

 ルーマニア
- 王立ルーマニア空軍
- ルーマニア空軍 - 大戦後

 スペイン
- スペイン空軍

 スウェーデン
- スウェーデン空軍

## 要目 (He 114A-2)
出典: Warplanes of the Luftwaffe. 
諸元
- 乗員: 2
- 全長: 11.65 m （38 ft 2+1⁄2 in）
- 全高: 5.23 m （17 ft 2 in）
- 翼幅: 13.60 m（44 ft 7+1⁄2 in）
- 翼面積: 42.3 m2 （455 ft2）
- 空虚重量: 2,300 kg （5,070 lb）
- 運用時重量: 3,670 kg （8,091 lb）
- 有効搭載量: kg （lb）
- 最大離陸重量: kg （lb）
- 動力: BMW 132K 空冷 星型エンジン、716 kW （960 hp）   × 1

性能
- 超過禁止速度: km/h （kt）
- 最大速度: 335 km/h （181 kt） 208 mph
- 失速速度: km/h （kt）
- フェリー飛行時航続距離: km （海里）
- 航続距離: 920 km （497 nmi） 571 mi
- 実用上昇限度: 4,900 m （16,075 ft）
- 上昇率: 5.5 m/s[2] （1082 ft/min）
- 離陸滑走距離: m （ft）
- 着陸滑走距離: m （ft）
- 翼面荷重: 86.8 kg/m2 （17.8 lb/ft2）
- 馬力荷重（プロペラ）: 0.20 kW/kg （0.12 lb/hp）

武装
- 固定武装: 1 × 7.92 mm (.312 in) MG 17 機関銃（観測員の回転銃座）
- 爆弾: 2 × 50 kg (110 lb)